# Höh (Bergneustadt)
Höh ist einer von 22 Ortsteilen der Stadt Bergneustadt im Oberbergischen Kreis im Regierungsbezirk Köln in Nordrhein-Westfalen, Deutschland.

## Lage und Beschreibung
Der Ort liegt in Luftlinie rund 7,9 Kilometer von Bergneustadt. Südlich der Ortschaft liegt der Beulberg (480 m ü. NN) und südöstlich der Heisterberg. Nördlich von Höh fließt die Rengse.

## Geschichte

### Erstnennung
1546 wurde der Ort das erste Mal urkundlich erwähnt. „Tonnes up der Hoe“ ist aufgeführt in der Türkensteuerliste.
Die Schreibweise der Erstnennung war Hoe.

## Rad- und Wanderwege
In der Ortschaft Höh liegt eine Wanderparkplatz. Er ist Ausgangs- und Endpunkt des Wanderwegs A1, der eine Länge von 4,6 Kilometer hat.

## Freizeit

### Freizeithäuser
In Höh befindet sich das Selbstversorger-Freizeitheim "Haus Höh" des CVJM Remscheid. Nach einem Brand wurde es in den Jahren 1985/86 neu aufgebaut und bietet 18 Übernachtungsplätze. Die Vermietung erfolgt über den CVJM Remscheid.

### Sehenswürdigkeiten
In der Nähe von Höh finden sich einige Aussichtstürme, außerdem lohnt sich das Wandern in den ausgedehnten Waldflächen.